# Wereldkampioenschappen baanwielrennen 1935
De wereldkampioenschappen baanwielrennen 1935 werden van 10 tot en met 18 augustus 1935 gehouden in het Belgische Brussel. Er stonden drie onderdelen op het programma, twee voor beroepsrenners en een voor amateurs.

## Uitslagen

### Beroepsrenners
| Onderdeel | Goud              | Goud      | Zilver         | Zilver         | Brons          | Brons     |
| --------- | ----------------- | --------- | -------------- | -------------- | -------------- | --------- |
| Sprint    | Jef Scherens      | België    | Albert Richter | nazi-Duitsland | Louis Gérardin | Frankrijk |
| Stayeren  | Charles Lacquehay | Frankrijk | Erich Metze    | nazi-Duitsland | Georges Ronsse | België    |

### Amateurs
| Onderdeel | Goud         | Goud           | Zilver         | Zilver    | Brons             | Brons     |
| --------- | ------------ | -------------- | -------------- | --------- | ----------------- | --------- |
| Sprint    | Toni Merkens | nazi-Duitsland | Arie van Vliet | Nederland | Jef van de Vijver | Nederland |

### Medaillespiegel
| Plaats | Land           | Goud | Zilver | Brons | Totaal |
| 1      | nazi-Duitsland | 1    | 2      | 0     | 3      |
| 2      | België         | 1    | 0      | 1     | 2      |
| 2      | Frankrijk      | 1    | 0      | 1     | 2      |
| 4      | Nederland      | 0    | 1      | 1     | 2      |
| Totaal | Totaal         | 3    | 3      | 3     | 9      |